# Saulty
 Saulty  ist eine französische Gemeinde mit 761 Einwohnern (Stand 1. Januar 2022) im Département Pas-de-Calais in der Region Hauts-de-France. Sie gehört zum Arrondissement  Arras und zum Kanton Avesnes-le-Comte.
Die Gemeinde Saulty wurde aus den Orten Saulty und Gombremetz gebildet.
Nachbargemeinden von Saulty sind Barly im Norden, Bavincourt im Nordosten, La Herlière im Osten, Humbercamps im Südosten, Gaudiempré im Süden, Lucheux und Warlincourt-lès-Pas im Südwesten, Coullemont und Couturelle im Westen sowie Sombrin im Nordwesten.

## Bevölkerungsentwicklung
| Jahr      | 1962 | 1968 | 1975 | 1982 | 1990 | 1999 | 2007 |
| Einwohner | 775  | 731  | 684  | 648  | 666  | 625  | 689  |

## Sehenswürdigkeiten
- Schloss Saulty (17. Jahrhundert)
- Kirche Saint-Léger (16. Jahrhundert)
- Kapelle Notre-Dame de Lourdes (1840/41)

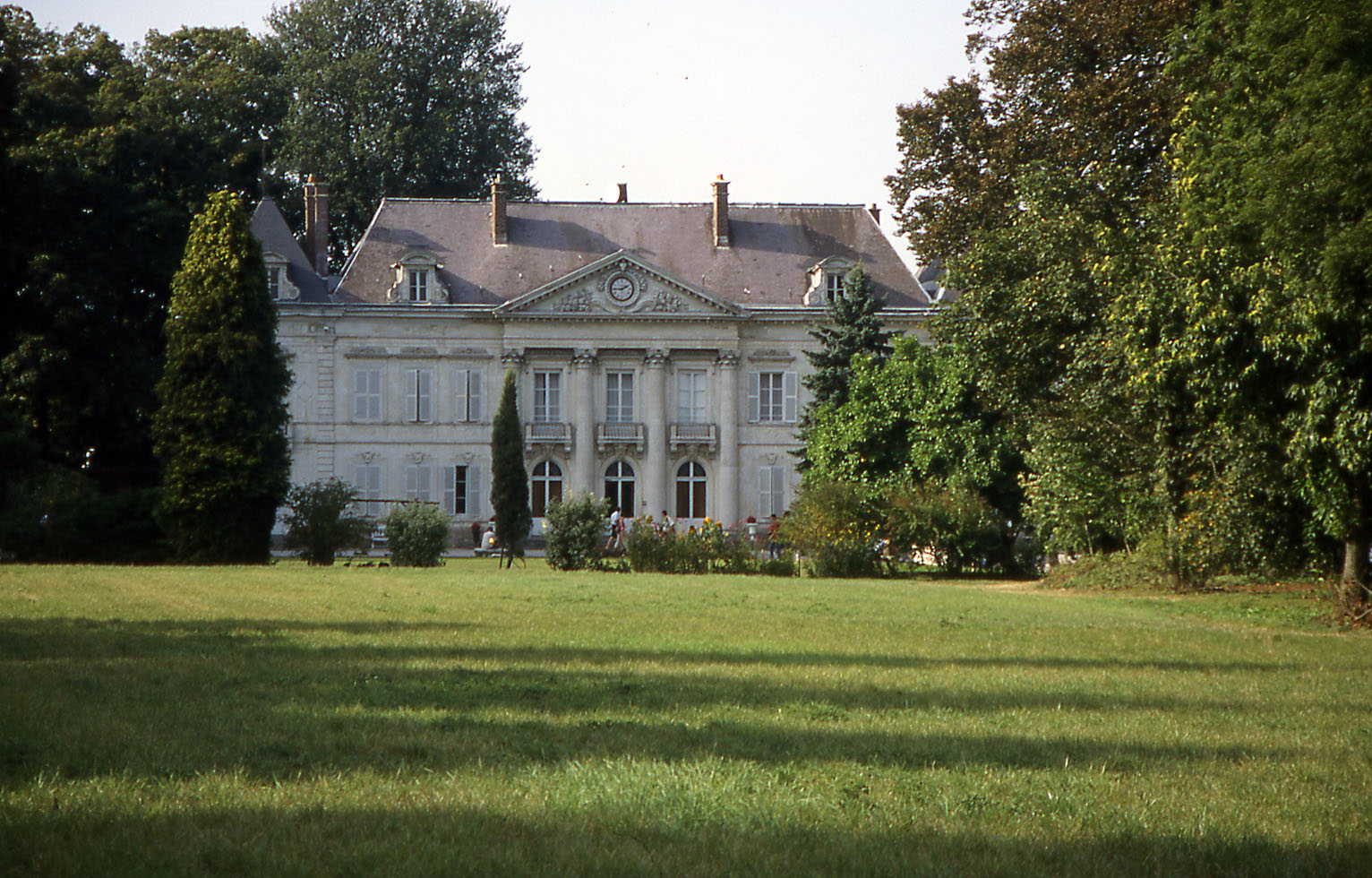
Schloss Saulty

## Persönlichkeiten
- Joseph Louis Cavrois (1756–1833), Brigadegeneral, geboren in Saulty